# Birnlückenhütte
Die Birnlückenhütte (italienisch Rifugio Brigata Tridentina oder Rifugio Forcella del Picco) ist eine Schutzhütte in Südtirol.

## Lage
Die Birnlückenhütte liegt auf 2441 m s.l.m., südwestlich des österreichisch-italienischen Grenzpasses Birnlücke (westlich des Großvenedigers) auf italienischer Seite in Südtirol. Sie befindet sich im Gebiet des Naturparks Rieserferner-Ahrn. Da sie nur über sehr steile und schmale Wege zu erreichen ist, wird sie mit Hubschraubern versorgt. Im Sommer kann es durch die exponierte Lage gelegentlich zu Engpässen in der Wasserversorgung kommen.

## Geschichtliches
1900 wurde eine erste dreistöckige Hütte von Alois Voppichler, einem Prettauer Gastwirt, errichtet und nach einer Unterbrechung im Ersten Weltkrieg bis 1927 betrieben. Zu dieser Zeit war das Haus auch als Bockegghütte bekannt. Danach kaufte sie der italienische Staat, der sie für die Finanzwache nutzte. Die Militärbrigade Tridentina gab der Hütte den heutigen Namen Rifugio Tridentina. Im Zweiten Weltkrieg wurde ein Teil der Hütte zerstört. Sie wurde wieder notdürftig ausgebessert und 1953 kurzzeitig betrieben, bald jedoch schon wieder verlassen. 1969/1970 setzte das italienische Heer die Hütte instand und für einige Jahre diente sie wieder militärischen Zwecken. 1975 wurde die Hütte von der Sektion Bruneck des CAI übernommen und 1977 offiziell wiedereröffnet. Zwischen 1987 und 1999 wurden größere, auf den Umweltschutz ausgerichtete Umbaumaßnahmen (Kläranlage, Wasseraufbereitung) vorgenommen.
Zusammen mit 24 weiteren vom Staat enteigneten Schutzhütten ging die Birnlückenhütte 1999 in das Eigentum der Autonomen Provinz Bozen – Südtirol über; mit Jahresende 2010 lief die Konzession zu deren Führung durch den CAI aus. Seit 2015 wird das Land Südtirol bei der Verwaltung der Hütte (Vergabe an Pächter, Überwachung der Führung, Sanierungsmaßnahmen) durch eine paritätische Kommission unterstützt, in der neben der öffentlichen Hand auch der AVS und der CAI vertreten sind.

## Aufstieg
- Von Kasern über Heilig Geist zur Jausenstation Lahner Alm, dann dem steilen Aufstieg folgen.
- Von Krimml über das Krimmler Tauernhaus und die Birnlücke.

## Touren von der Birnlückenhütte
- Dreiherrnspitze (3.499 m), ca. 4 Stunden
- Klockerkarkopf (2.912 m), ca. 2 Stunden

## Übergang zu anderen Hütten
- Plauener Hütte (2.363 m), ca. 8 Stunden
- Warnsdorfer Hütte (2.336 m), ca. 3 Stunden
- Lenkjöchlhütte (2.603 m), ca. 5 Stunden
- Richterhütte (2.374 m), ca. 7 Stunden
- Krimmler Tauernhaus (1.631 m), ca. 4 Stunden

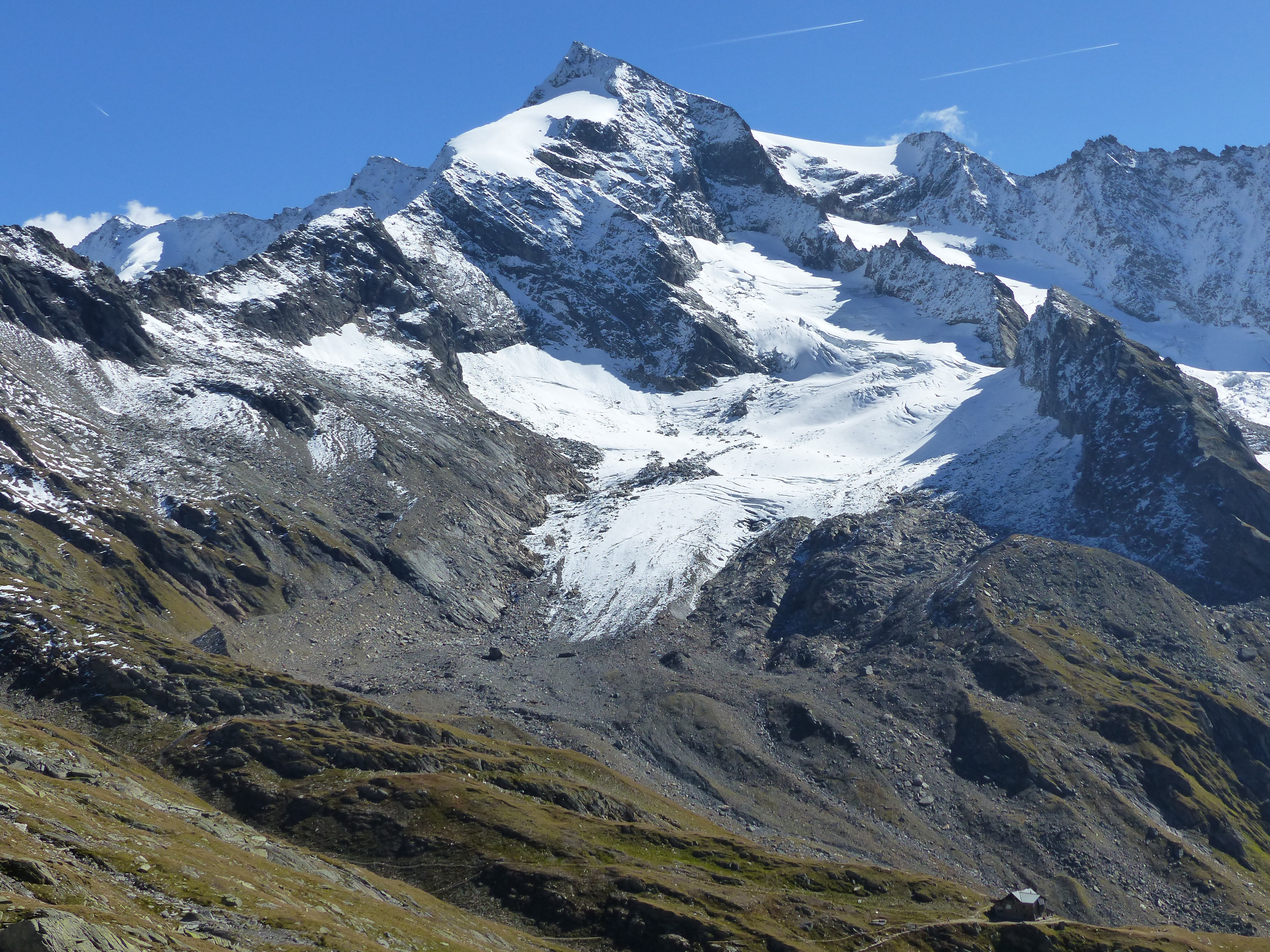
Birnlückenhütte mit Dreiherrnspitze
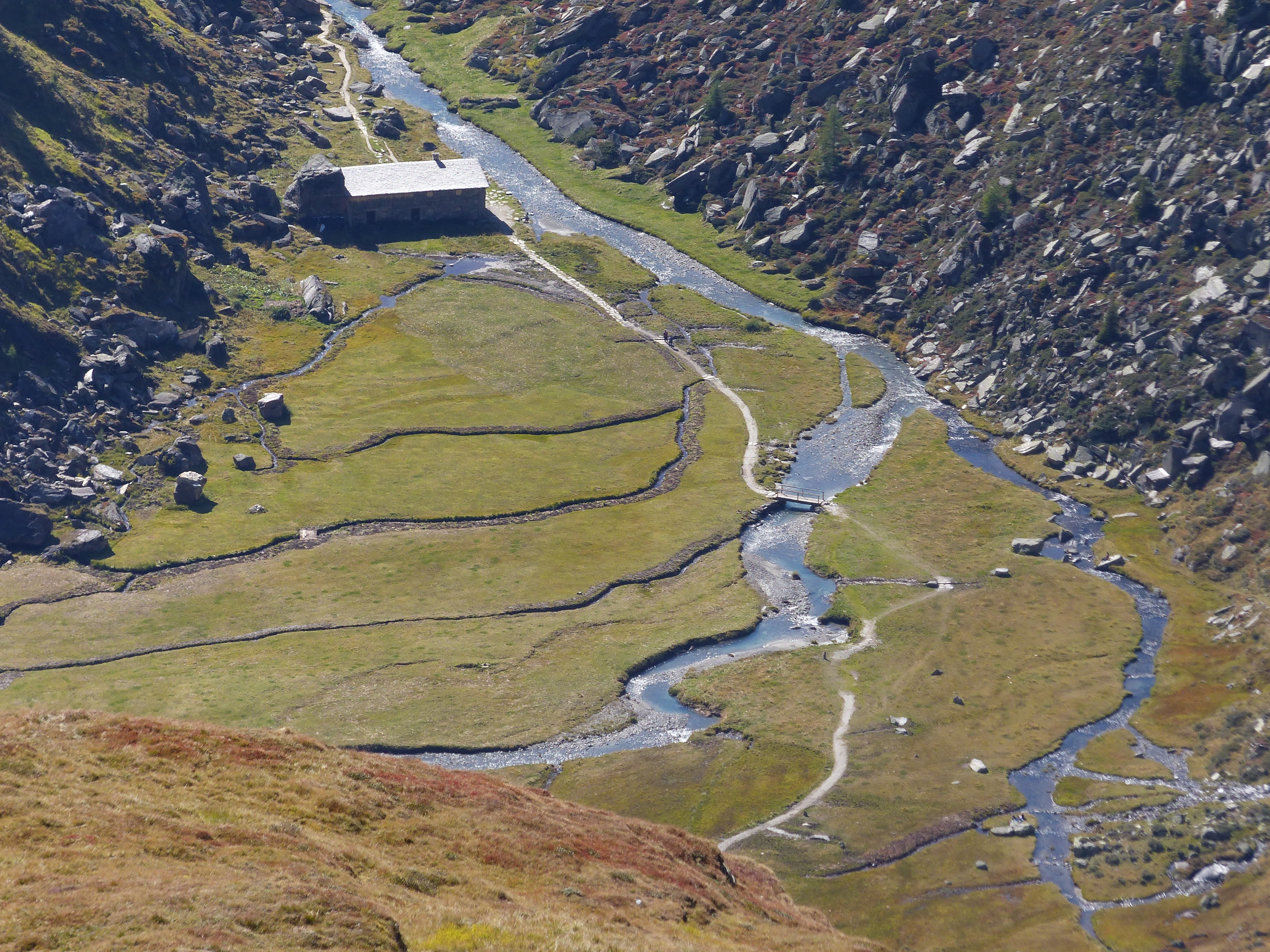
Blick von der Hütte zur Lahneralm mit Lahner Moos
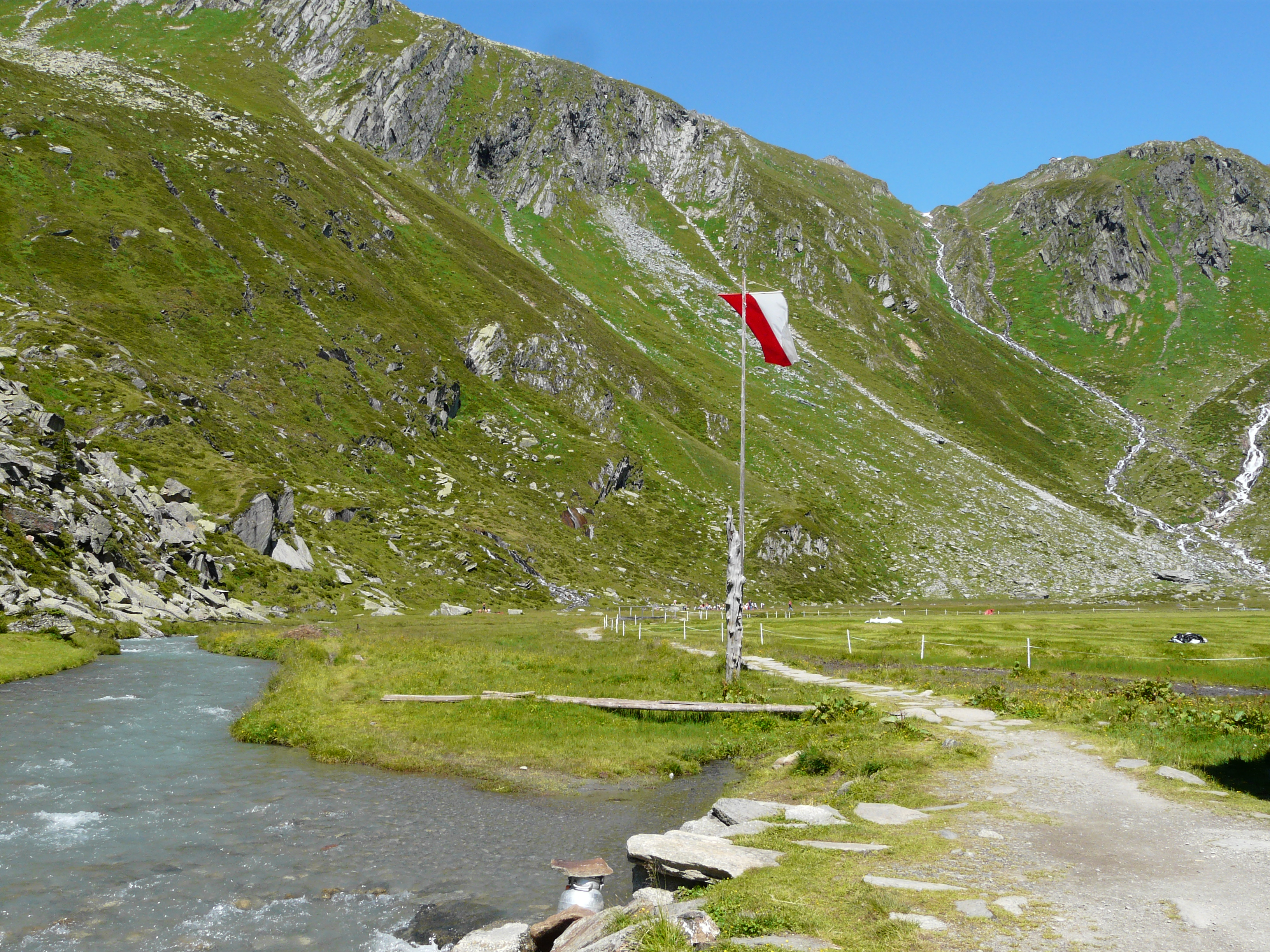
Blick vom Aufstiegsweg bei der Lahneralm zur Hütte

## Karten und Literatur
- Heinrich Klier / Walter Klier: Alpenvereinsführer Zillertaler Alpen, Bergverlag Rother, München 1996, ISBN 3-7633-1269-2
- Alpenvereinskarte 1:25.000, Blatt 35/3, Zillertaler Alpen östliches Blatt (die Hütte liegt hier am unteren äußeren rechten Kartenrand.)
- Alpenvereinskarte 1:25.000, Blatt 36, Venedigergruppe (am äußersten linken Kartenrand)
- Casa Editrice Tabacco: Carta Topografica 1:25.000, Blatt 035, Valle Aurina/Ahrntal, Vedrette di Ries/Rieserferner Gruppe (am oberen äußeren rechten Kartenrand)